# E-Prix de Sanya
El e-Prix de Sanya es una carrera de monoplazas eléctricos del campeonato mundial de Fórmula E, que se celebra en Sanya, China. Se corrió por primera vez el 23 de marzo de 2019, perteneciendo a la temporada 2018-19 de Fórmula E. La siguiente edición estaba planeada para el 21 de marzo de 2020, pero fue cancelada debido a la pandemia de COVID-19.

## Circuito
El circuito de Haitang Bay se ubica en el balneario en el sur de la isla de Hainan, en calles en las inmediaciones de Atlantis Sanya.
Previo a la carrera inaugural, se decidió tratar la superficie de la pista, en un intento por evitar que se repitiera la prueba anterior en Santiago, que vio la pista quebrada durante la carrera debido a las altas temperatura.

## Ganadores
| Temporada | Ganador          | Equipo       | Circuito                | Resultados |
| --------- | ---------------- | ------------ | ----------------------- | ---------- |
| 2018-19   | Jean-Éric Vergne | DS Techeetah | Circuito de Haitang Bay | Resultados |